# Пастила
Пастила́ — вид кондитерських виробів, який виготовляється шляхом висушування (дегідратації) за низьких температур пюре з фруктів, ягід або овочів. Завдяки видаленню вологи з фруктового пюре, воно стає легшим та меншого розміру, а також цей процес допомагає уповільнити ріст бактерій та цвілі, які є основними причинами псування фруктів та овочів. Найчастіше пастилу споживають як перекус, але також можна подавати як десерт.
Існують такі два основні види пастили: класична пастила та заварна пухка пастила (більовська, коломенська або ржевська пастила). Класична пастила має м'яку та гнучку текстуру, яка досягається завдяки вмісту у фруктах пектину, а заварна пастила має пінну структуру, яка досягається через вміст збитих яєчних білків.
Найчастіше для приготування пастили використовують електросушарку або духовку.
Українська пастила відрізняється різноманітністю смаків. Від класичних яблучних та вишневих до екзотичних манго, ківі та ананаса. Найбільш популярними смаками пастили є яблучна пастила, полунична пастила, апельсинова пастила та бананова пастила. Також пастилу виготовляють з додаванням смородини, чорниці, малини. Овочева пастила виготовляється з морквою, буряком, томатами, гарбузом, шпинатом.

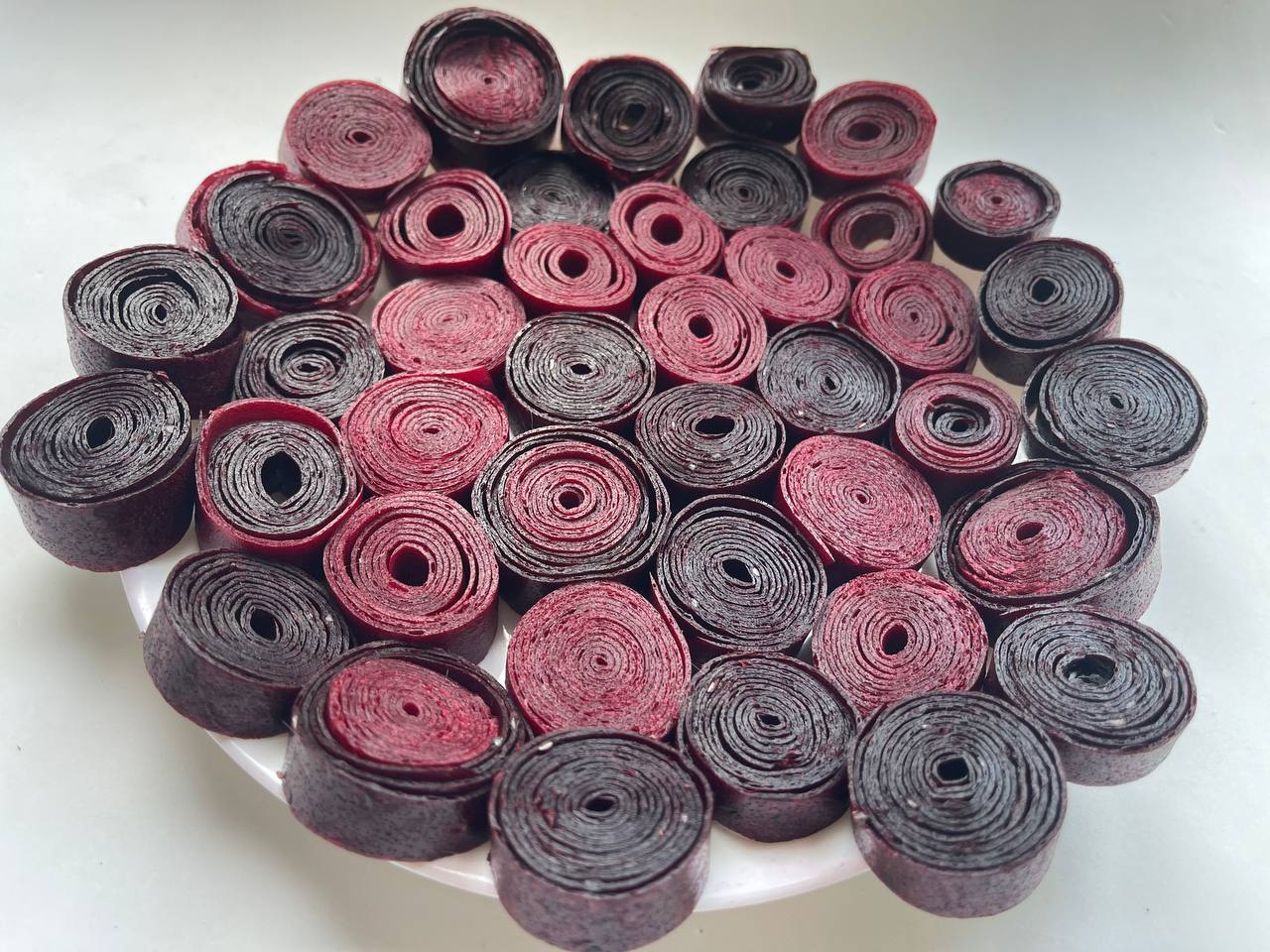
Пастила, нарізана і згорнута у равликів.
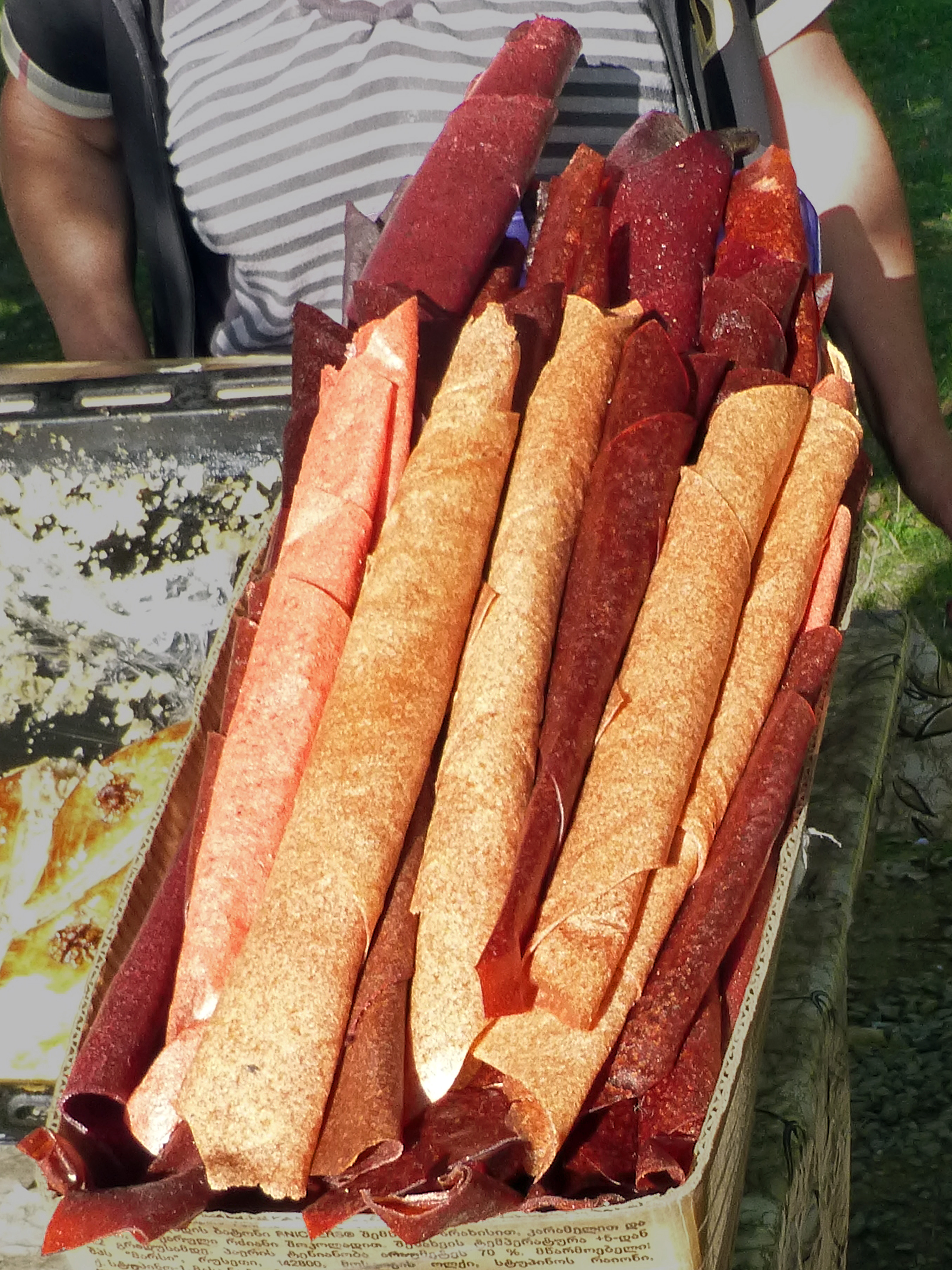
Вірменська пастила (пастех).
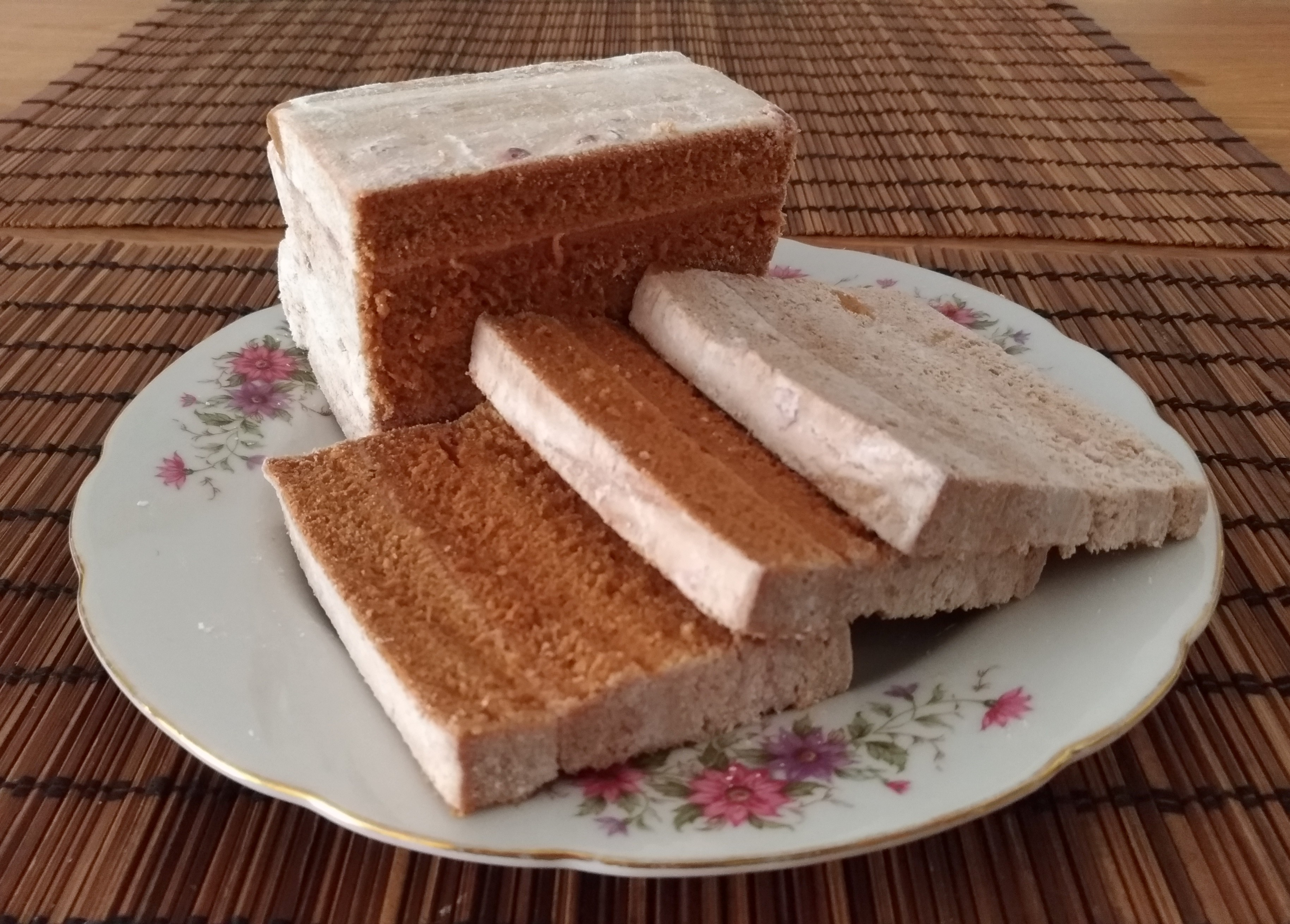
Бєльовська заварна пастила.
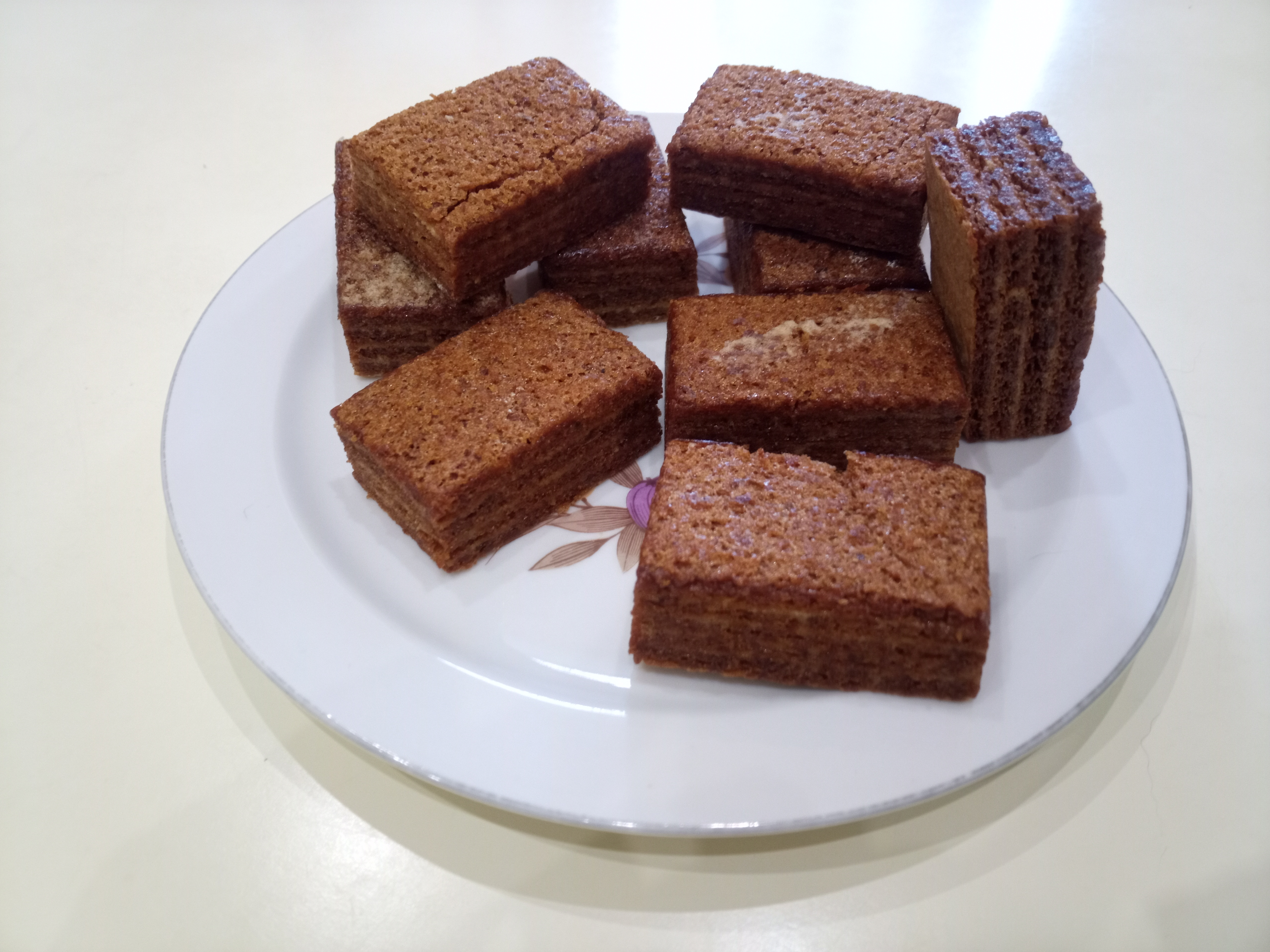
Краматорська листкова пухка пастила.

## Процес приготування пастили

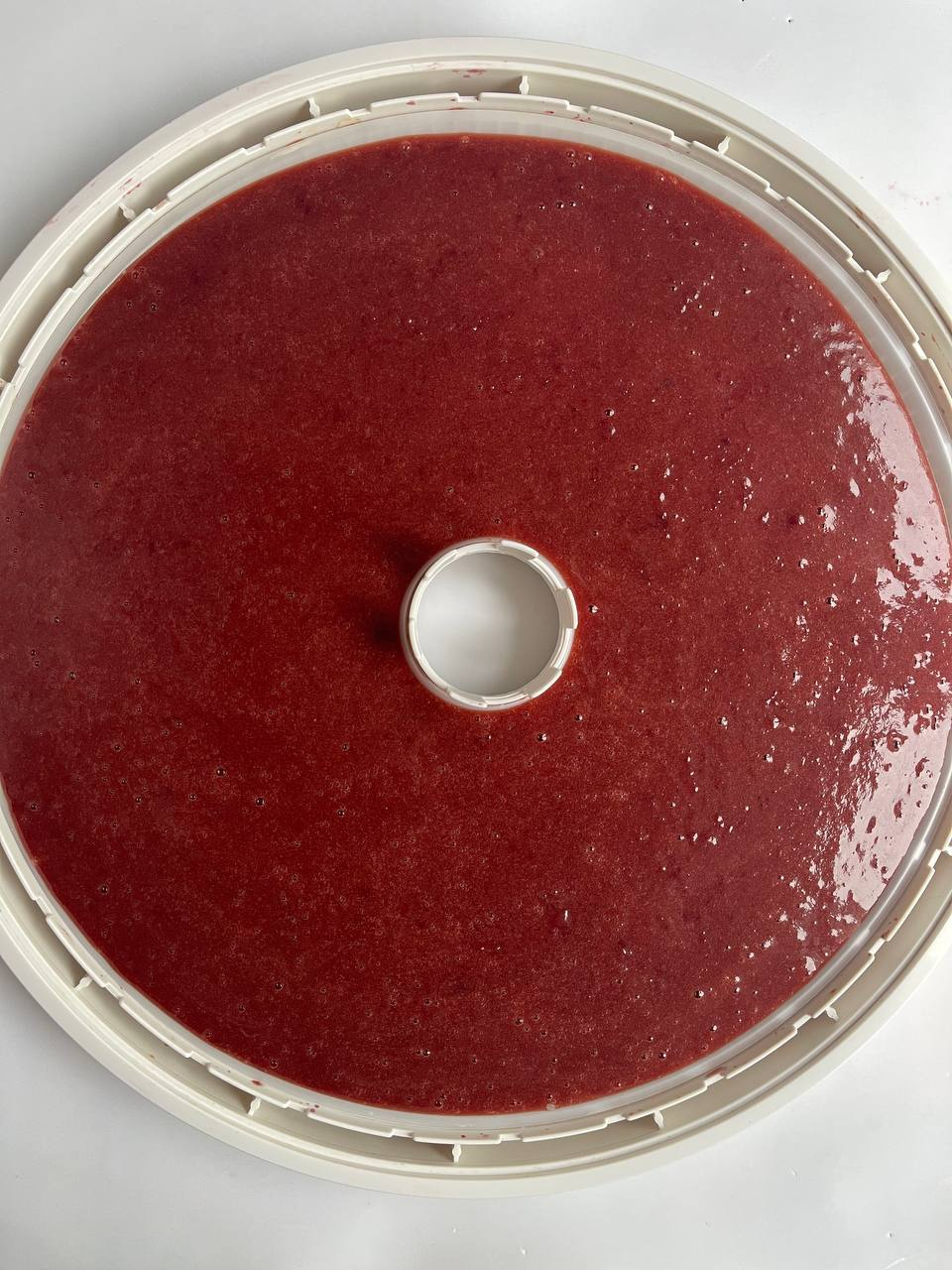
Фрутове пюре для пастили, розлите на піддон електросушки для подальшого сушіння (дегідратації)

Традиційно пастила виготовляється виключно з натуральних інгредієнтів. Основними складниками пастили є свіжі фрукти та ягоди. Промислові виробники додають до пастили також цукор або інші підсолоджувачі для покращення смаку.
Процес виготовлення пастили є трудомістким. Спочатку фрукти та ягоди ретельно промиваються, очищуються, деякі з них термічно обробляються, а потім вони перетворюються в однорідне пюре. Отриману масу тонко розкладають на піддонах дегідратора (електросушки) та сушать при низькій температурі протягом 9-12 годин. Цей процес дозволяє зберегти багато корисних властивостей фруктів та ягід. Коли пастила готова, вона має ніжний, легкий фруктовий смак.
Майстрів, які виготовляють пастилу традиційно називають пастильє.

## Популярність пастили в Україні
Пастила має велику популярність серед українців. Україна є країною, багатою на фрукти та ягоди, і саме ці натуральні інгредієнти використовуються для приготування пастили. Місцеві фрукти та ягоди, такі як яблука, вишні, полуниці, абрикоси та інші, додають пастилі особливий смак та аромат, який важко знайти в інших магазинних солодощах.
Крім того, пастила цінується за свої корисні властивості. Вона містить значну кількість вітамінів та мінералів з фруктів, що зберігаються під час сушіння. Натуральність та відсутність штучних добавок роблять пастилу привабливою для тих, хто піклується про своє здоров'я та харчування.
Важливим аспектом популярності пастили є те, що виробництво пастили не чинить шкоду навколишньому середовищу. Її користь натомість полягає у кількох наступних аспектах:
- Використання місцевих фруктів. Для приготування пастили часто використовуються місцеві фрукти та ягоди, які вирощуються на території регіону. Це сприяє розвитку місцевого сільського господарства та підтримці біорізноманіття.
- Мінімізація відходів. При виробництві пастили використовується практично весь фруктовий матеріал, не допускається значна кількість відходів. Насіння, шкірка та інші частини фруктів можуть бути перероблені в компост або використані для інших цілей, що знижує негативний вплив на навколишнє середовище.
- Натуральні інгредієнти. При приготуванні пастили не використовуються штучні добавки, барвники чи консерванти. Це значно скорочує забруднення довкілля від хімічних речовин.

Також пастила має тривалий термін придатності. Завдяки особливому процесу сушіння та відсутності вологи у кінцевому продукті, пастила може зберігати свіжість та смак протягом 6-12 місяців. Цей фактор робить її популярною серед багатьох людей, які цінують практичність та зручність, а також прагнуть зберегти запаси фруктів на тривалий час або просто зробити запаси продуктів, що не псуються.